# 柳巴爾區

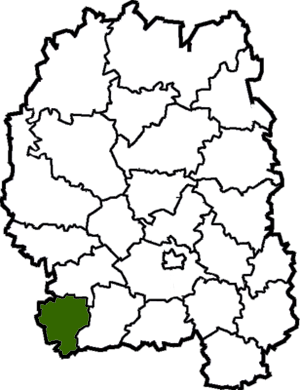
撤销前布魯西利夫區在日托米爾州的位置

柳巴爾區（烏克蘭語：Любарський район），曾是烏克蘭日托米爾州的一個區，位於該國北部，行政中心設於柳巴爾，面積757平方公里，2013年人口27,700，人口密度每平方公里36.6人。
该区在2020年7月18日的乌克兰行政区划改革中被撤销，改革后日托米爾州下分为4个区。柳巴爾區合并至日托米爾區。
49°55′20″N 27°45′19″E / 49.92222°N 27.75528°E